# Finał Pucharu Polski w piłce nożnej 2003
Finał Pucharu Polski w piłce nożnej 2003 – mecze piłkarskie kończący rozgrywki Pucharu Polski 2002/2003 oraz mające na celu wyłonienie triumfatora tych rozgrywek, pomiędzy Wisłą Kraków a Wisłą Płock. Finał został rozegrany systemem pierwszy mecz i mecz rewanżowy. Pierwszy mecz został rozegrany 7 maja 2003 roku na Stadionie Miejskim w Krakowie, natomiast mecz rewanżowy został rozegrany 14 maja 2003 roku na Stadionie Wisły Płock w Płocku. Trofeum po raz 4. wywalczyła Wisła Kraków, a ponieważ zdobyła w sezonie 2002/2003 również mistrzostwo Polski, Wisła Płock uzyskała tym samym prawo gry w kwalifikacjach Pucharu UEFA 2003/2004.

## Droga do finału
| Wisła Kraków                          | Wisła Kraków                          | Wisła Kraków                          | Runda       | Wisła Płock | Wisła Płock                  | Wisła Płock |
| Data                                  | Przeciwnik                            | Wynik                                 | Runda       | Data        | Przeciwnik                   | Wynik       |
| ------------------------------------- | ------------------------------------- | ------------------------------------- | ----------- | ----------- | ---------------------------- | ----------- |
| Klub rozpoczął rozgrywki od II rundy. | Klub rozpoczął rozgrywki od II rundy. | Klub rozpoczął rozgrywki od II rundy. | I runda     | 28.08.2002  | Jagiellonka Nieszawa         | 4:0         |
| 11.09.2002                            | Wisła Kraków                          | 3:1                                   | II runda    | 10.09.2002  | Górnik Zabrze                | 3:1 pd.     |
| 23.10.2002                            | Dyskobolia Grodzisk Wielkopolski      | 5:0                                   | III runda   | 11.10.2002  | KSZO Ostrowiec Świętokrzyski | 1:0         |
| 06.11.2002                            | Ceramika Opoczno                      | 2:2                                   | Ćwierćfinał | 06.11.2002  | Odra Wodzisław Śląski        | 1:0         |
| 01.12.2002                            | Ceramika Opoczno                      | 5:0                                   | Ćwierćfinał | 30.11.2002  | Odra Wodzisław Śląski        | 3:0         |
| 16.04.2003                            | Widzew Łódź                           | 2:1                                   | Półfinał    | 16.04.2003  | RKS Radomsko                 | 1:1         |
| 23.04.2003                            | Widzew Łódź                           | 1:1                                   | Półfinał    | 23.04.2003  | RKS Radomsko                 | 1:1         |

## Tło
W finale rozgrywek zmierzyły się ze sobą triumfator poprzednich rozgrywek, Wisła Kraków i Wisła Płock. Faworytem w finale była drużyna Białej Gwiazdy, która także walczyła o mistrzostwo Polski w sezonie 2002/2003.

## Finał
| Drużyna 1    | Wynik dwumeczu | Drużyna 2   | Pierwszy mecz | Drugi mecz |
| ------------ | -------------- | ----------- | ------------- | ---------- |
| Wisła Kraków | 3:1            | Wisła Płock | 0:1           | 3:0        |

### Pierwszy mecz

#### Przebieg meczu
Mecz odbył się 7 maja 2003 roku na Stadionie Miejskim w Krakowie. Sędzią głównym spotkania był Robert Małek. Drużyna Białej Gwiazdy przystąpiła do meczu w niemal najsilniejszym składzie (bez kontuzjowanego Kalu Uche), jednak w tym zaprezentowała się o wiele słabiej od drużyny przeciwnej, mimo okazji do zdobycia goli, które mieli Mirosław Szymkowiak, Maciej Żurawski, Marcin Kuźba i Tomasz Frankowski.
Znacznie lepiej zaprezentowała się drużyna Nafciarzy. W 20. minucie ciekawą akcję przeprowadził Dariusz Romuzga, następnie podając do Ireneusza Jelenia, który strzałem w lewy róg bramki pokonał bramkarza drużyny przeciwnej, Adama Piekutowskiego, ustalając tym samym wynik meczu na 1:0 dla swojej drużyny.

#### Szczegóły meczu
| 7 maja 2003 18:00 | Wisła Kraków | 0:1Raport | Wisła Płock · 20' Jeleń | Stadion Miejski, Kraków Widzów: 4 000 Sędzia: Robert Małek (Zabrze) |
|                   |              |           |                         |                                                                     |

| Wisła Kraków:     |  |                     |              |     |
|                   |  |                     |              |     |
| BR                |  | Adam Piekutowski    |              |     |
| OB                |  | Marcin Baszczyński  | Żółta kartka | 61' |
| OB                |  | Arkadiusz Głowacki  |              |     |
| OB                |  | Mariusz Jop         |              |     |
| OB                |  | Maciej Stolarczyk   |              |     |
| PO                |  | Grzegorz Pater      |              |     |
| PO                |  | Mirosław Szymkowiak |              |     |
| PO                |  | Mauro Cantoro       |              |     |
| PO                |  | Kamil Kosowski      |              |     |
| NA                |  | Marcin Kuźba        |              |     |
| NA                |  | Maciej Żurawski     |              | 46' |
| Zmiany:           |  |                     |              |     |
| NA                |  | Tomasz Frankowski   |              | 46' |
| NA                |  | Daniel Dubicki      |              | 61' |
| Trener:           |  |                     |              |     |
| Henryk Kasperczak |  |                     |              |     |

| Wisła Płock:       |  |                      |              |     |
|                    |  |                      |              |     |
| BR                 |  | Paweł Kapsa          |              |     |
| OB                 |  | Jerzy Wojnecki       |              |     |
| OB                 |  | Bartosz Jurkowski    |              |     |
| OB                 |  | Mikałaj Branfiłau    |              |     |
| OB                 |  | Ariel Jakubowski     |              |     |
| PO                 |  | Dariusz Romuzga      |              | 85' |
| PO                 |  | Emmanuel Ekwueme     | Żółta kartka |     |
| PO                 |  | Raimondas Vilėniškis |              |     |
| PO                 |  | Wahan Geworgian      | Żółta kartka | 58' |
| NA                 |  | Gražvydas Mikulėnas  | Żółta kartka |     |
| NA                 |  | Ireneusz Jeleń       |              | 69' |
| Zmiany:            |  |                      |              |     |
| PO                 |  | Grzegorz Bonk        |              | 58' |
| PO                 |  | Sławomir Peszko      |              | 69' |
| OB                 |  | Sławomir Nazaruk     |              | 85' |
| Trener:            |  |                      |              |     |
| Mirosław Jabłoński |  |                      |              |     |

### Rewanż

#### Przebieg meczu
Mecz odbył się 14 maja 2003 roku na Stadionie Wisły Płock w Płocku. Sędzią głównym spotkania był Mirosław Ryszka. Drużyna Białej Gwiazdy w 27. minucie objęła prowadzenie po tym, jak Mirosław Szymkowiak zagrał krótko do Macieja Żurawskiego, który strzałem z 30 metrów pokonał bramkarza drużyny Nafciarzy, Pawła Kapsę.
Po stracie gola, drużyna gospodarzy zaczęła grać odważniej, lecz to drużyna Białej Gwiazdy atakowała częściej, gdyż za sprawą Macieja Żurawskiego miała dwie szanse na podwyższenie prowadzenia. Druga połowa meczu także należała do drużyny Białej Gwiazdy. W 59. i 60. minucie dwa gole zdobył Marcin Kuźba: najpierw z podania Mieczysława Szymkowiaka główką z 14 metrów, potem z podania Macieja Żurawskiego strzałem z najbliższej odległości w długi róg.

#### Szczegóły meczu
| 14 maja 2003 18:00 | Wisła Płock | 0:30:1Raport | Wisła Kraków · 27' Żurawski · 59', 60' Kuźba | Stadion Wisły Płock, Płock Widzów: 10 000 Sędzia: Mirosław Ryszka (Warszawa) |
|                    |             |              |                                              |                                                                              |

| Wisła Płock:       |  |                      |              |     |
|                    |  |                      |              |     |
| BR                 |  | Paweł Kapsa          |              |     |
| OB                 |  | Mikałaj Branfiłau    |              |     |
| OB                 |  | Bartosz Jurkowski    |              |     |
| OB                 |  | Jerzy Wojnecki       |              |     |
| OB                 |  | Ariel Jakubowski     | Żółta kartka | 76' |
| PO                 |  | Emmanuel Ekwueme     |              |     |
| PO                 |  | Aidas Preikšaitis    |              |     |
| PO                 |  | Dariusz Romuzga      |              |     |
| PO                 |  | Raimondas Vilėniškis |              | 63' |
| NA                 |  | Gražvydas Mikulėnas  |              |     |
| NA                 |  | Ireneusz Jeleń       |              | 74' |
| Zmiany:            |  |                      |              |     |
| PO                 |  | Sławomir Nazaruk     |              | 63' |
| PO                 |  | Sławomir Peszko      |              | 74' |
| OB                 |  | Marcin Wasilewski    |              | 76' |
| Trener:            |  |                      |              |     |
| Mirosław Jabłoński |  |                      |              |     |

| Wisła Kraków:     |  |                     |  |     |
|                   |  |                     |  |     |
| BR                |  | Adam Piekutowski    |  |     |
| OB                |  | Mariusz Jop         |  |     |
| OB                |  | Arkadiusz Głowacki  |  |     |
| OB                |  | Jacek Paszulewicz   |  |     |
| OB                |  | Maciej Stolarczyk   |  |     |
| PO                |  | Kalu Uche           |  | 75' |
| PO                |  | Mirosław Szymkowiak |  | 69' |
| PO                |  | Mauro Cantoro       |  |     |
| PO                |  | Kamil Kosowski      |  |     |
| NA                |  | Marcin Kuźba        |  | 80' |
| NA                |  | Maciej Żurawski     |  |     |
| Zmiany:           |  |                     |  |     |
| PO                |  | Kazimierz Moskal    |  | 69' |
| PO                |  | Grzegorz Pater      |  | 75' |
| PO                |  | Paweł Strąk         |  | 80' |
| Trener:           |  |                     |  |     |
| Henryk Kasperczak |  |                     |  |     |

| Puchar Polski w piłce nożnej 2002/2003 Zwycięzcy |
| ------------------------------------------------ |
| Wisła Kraków 4. Tytuł                            |

## Po finale
Triumfatorem rozgrywek po raz drugi z rzędu została Wisła Kraków. Zawodnicy obu klubów zostali nagrodzeni pamiątkowymi medalami, natomiast w drużynie triumfatorów z rąk doradcy prezydenta Polski ds. sportu, zarazem prezesa PKOl, Stanisława Stefana Paszczyk (reprezentował Aleksandra Kwaśniewskiego, w towarzystwie szefa polskiego sportu Adama Giersza, prezesa PZPN Michała Listkiewicza, przewodniczącego sejmowej komisji Mirosława Drzewieckiego i sekretarza stanu w Ministerstwie Edukacji Narodowej Andrzeja Piłata, trofeum odebrali poprzedni i obecny kapitan drużyny: Kazimierz Moskal i Kamil Kosowski.